# Gliese 367 (Añañuca)
Gliese 367 eller Añañuca, är en ensam stjärna i den mellersta delen av stjärnbilden Seglet. Den har en skenbar magnitud av ca 10,15 och kräver ett teleskop för att kunna observeras. Baserat på parallax enligt Gaia Data Release 3 på ca 106,2 mas, beräknas den befinna sig på ett avstånd på ca 30,7 ljusår (9,4 parsek) från solen. Den rör sig bort från solen med en heliocentrisk radialhastighet på ca 47 km/s.

## Observation
Gliese 367:s ålder är oklar. Modellering med stjärnisokroner ger en ung ålder på mindre än 60 miljoner år, men dess omloppsbana runt Vintergatan är mycket excentrisk, ovanlig för en ung stjärna. Den kan ha tvingats in i en sådan omloppsbana genom en gravitationspåverkan. Spektroskopiska bevis som presenterades i en studie 2023 stöder en hög ålder för Gliese 367.

## Nomenklatur
Beteckningen Gliese 367 kommer från Gliese Catalog of Nearby Stars och anger den 367:e stjärnan i den första upplagan av katalogen.
I augusti 2022 inkluderades stjärnan bland 20 system som skulle namnges av det tredje NameExoWorlds-projektet. De godkända namnen, föreslagna av ett team från Chile, tillkännagavs i juni 2023. Gliese 367 heter Añañuca och dess innersta planet heter Tahay, efter namn på de endemiska chilenska vildblommorna Phycella cyrtanthoides och Calydorea xyphioides.

## Egenskaper
Primärstjärnan Gliese 367 A är en röd dvärgstjärna i huvudserien av spektralklass M1.0 V. Den har en massa som är ca 0,45 solmassa, en radie på ca 0,46 solradie och utsänder från dess fotosfär energi motsvarande ca 0,029 gånger solen vid en effektiv temperatur av ca 3 500 K. Stjärnan misstänks vara en variabel med amplitud 0,012 magnitud och period 5,16 år. En stjärnmångfaldsundersökning 2015 misslyckades med att upptäcka några stjärnkompisar till Gliese 367.

## Planetsystem
Gliese 367 observerades av TESS-data i februari-mars 2019, vilket ledde till att den utsågs till ett objekt av intresse, och i januari 2021 visade ytterligare radiell hastighetsdata existensen av en kortperiodisk planet, om än med låg säkerhet. Planetens existens bekräftades av både markbaserade och satellitbaserade transitfotometridata i december 2021.
Gliese 367 b har en omloppsperiod av 7,7 timmar, en av de kortaste banorna för någon känd planet. På grund av dess snäva omloppsbana bombarderas exoplaneten av strålning över 500 gånger vad jorden tar emot från solen. Dagtemperaturen på GJ 367 b är runt 1 500 °C. På grund av dess snäva omloppsbana är den troligen tidvattenlåst. Atmosfären på Gliese 367 b skulle, på grund av de extrema temperaturerna, ha kokat bort tillsammans med alla tecken på liv. Kärnan i GJ 367 b är sannolikt sammansatt av järn och nickel, vilket gör att dess kärna liknar Merkurius kärna. Kärnan i GJ 367 b är extremt tät och utgör det mesta av planetens massa.
År 2022 var Gliese 367 b den minsta kända exoplaneten inom 10 parsec av solsystemet, och den näst minst massiva efter Proxima Centauri d.
En direkt avbildningsstudie 2022 lyckades inte hitta några ytterligare planeter eller stjärnföljeslagare kring Gliese 367. Detta utesluter alla följeslagare på avstånd större än 5 AE med massa som är större än 20 jupitermassor (för en ålder av 5 miljarder år) eller 1,5 jupitermassa (för en ålder av 50 miljoner år). Upptäckten av ytterligare två superjordplaneter med omloppsperiod på 11,5 respektive 34 dygn publicerades 2023.
| Planet    | Massa            | Halv storaxel (AE) | Siderisk omloppstid (d) | Excentricitet   | Inklination      | Radie            |
| --------- | ---------------- | ------------------ | ----------------------- | --------------- | ---------------- | ---------------- |
| b / Tahay | 0,633 ± 0,050 M🜨 | 0,00709 ± 0,00027  | 0,32192 ±               | 0,06 +0,07−0,04 | 79,89 +0,87−0,85 | 0,699 ± 0,024 R🜨 |
| c         | ≥4,13 ± 0,36 M🜨  | -                  | 11,5301 ± 0,0078        | 0,09 +0,07−0,05 | -                | -                |
| d         | ≥6,03± 0,49 M🜨   | -                  | 34,369 +0,073−0,032     | 0,14 ± 0,09     | -                | -                |